# Hypericum
Hypericum L., 1753 è un genere di piante tradizionalmente incluso nella famiglia delle Clusiacee, assegnato dalla classificazione APG alle Ipericacee.
A questo genere appartengono alcune specie ornamentali ma la più nota, per le sue proprietà officinali, è l'iperico (Hypericum perforatum) detto anche erba di San Giovanni.

## Etimologia
Il latino scientifico hypericum deriva dal latino hypericon, prestito dal greco antico: ὑπερικόν?, hyperikón, forma collaterale di ὑπέρεικος hypéreikos, a sua volta da υπο-, ypo-, «sotto», ed ἐρείκη, eréikē, «erica».

## Descrizione
Il genere comprende specie erbacee, annuali o perenni, piccoli arbusti e alberi alti sino a 12 m.

È caratterizzato dalla presenza sui petali di ghiandole contenenti oli essenziali, visibili sotto forma di piccoli punti traslucidi. I fiori sono a 5 petali e possiedono molti stami.

## Distribuzione e habitat
Le specie del genere Hypericum sono diffuse in quasi tutto il mondo con l'eccezione delle regioni artiche e antartiche.

## Tassonomia

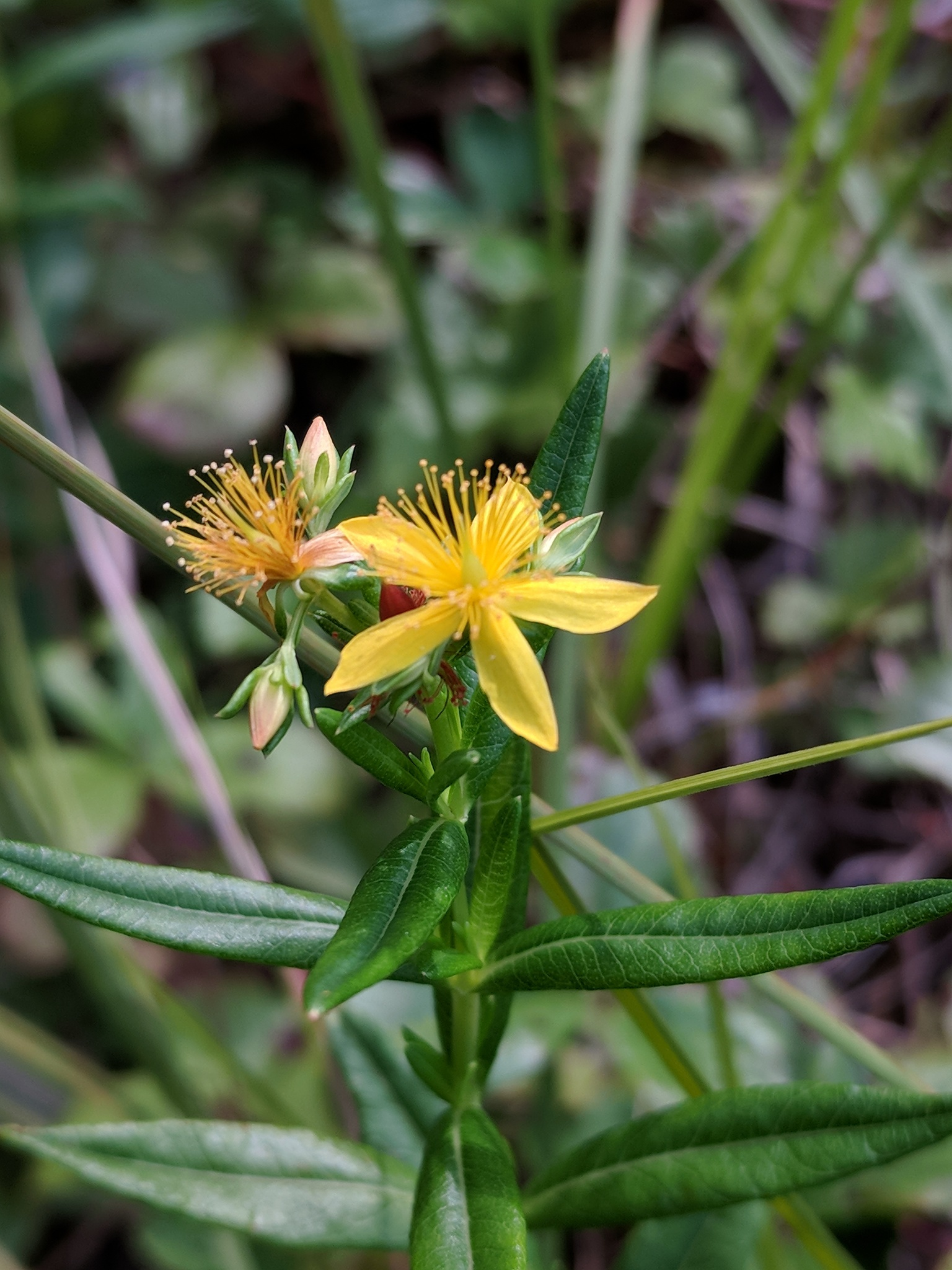
Hypericum adpressum

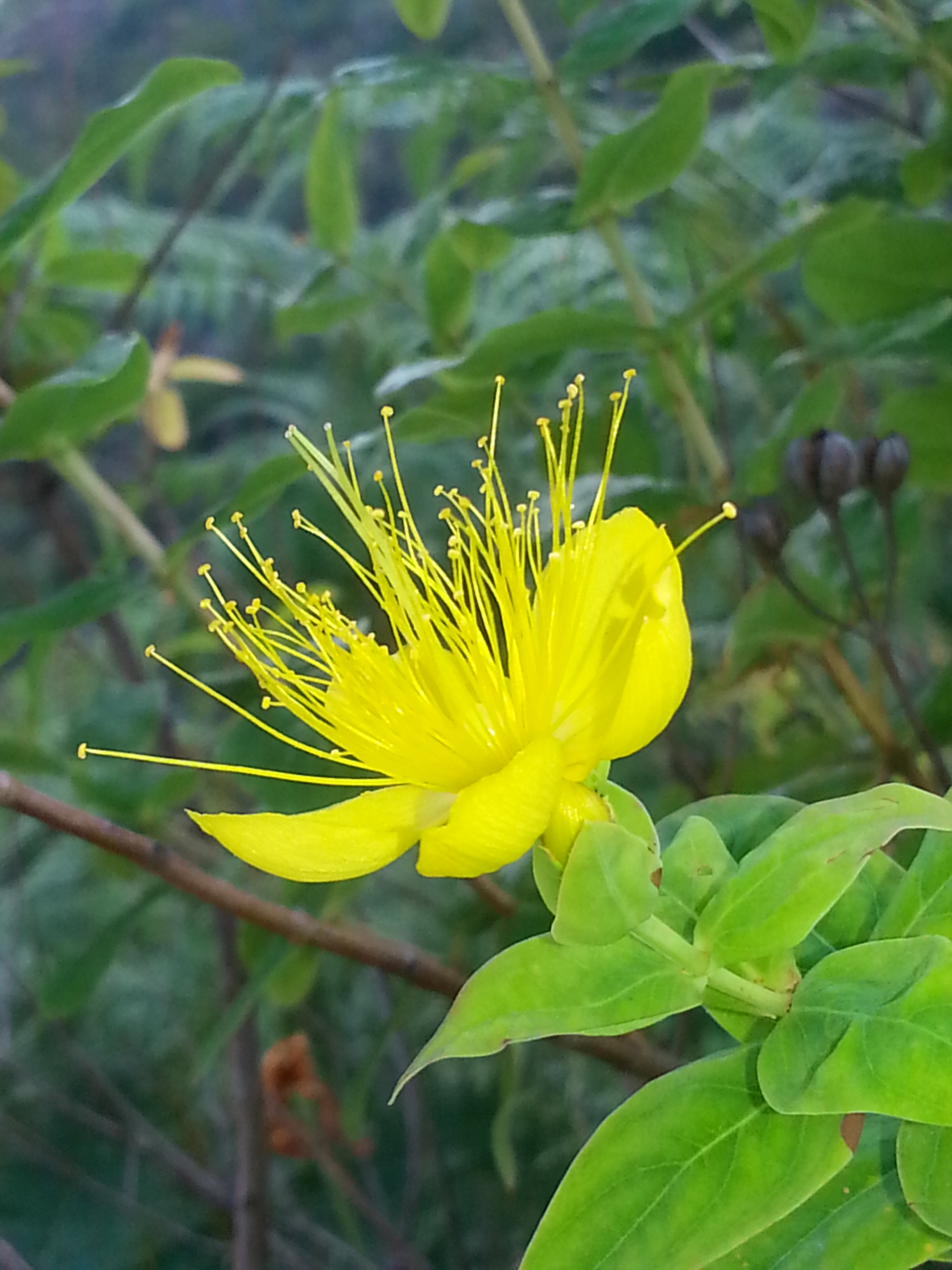
Hypericum hircinum

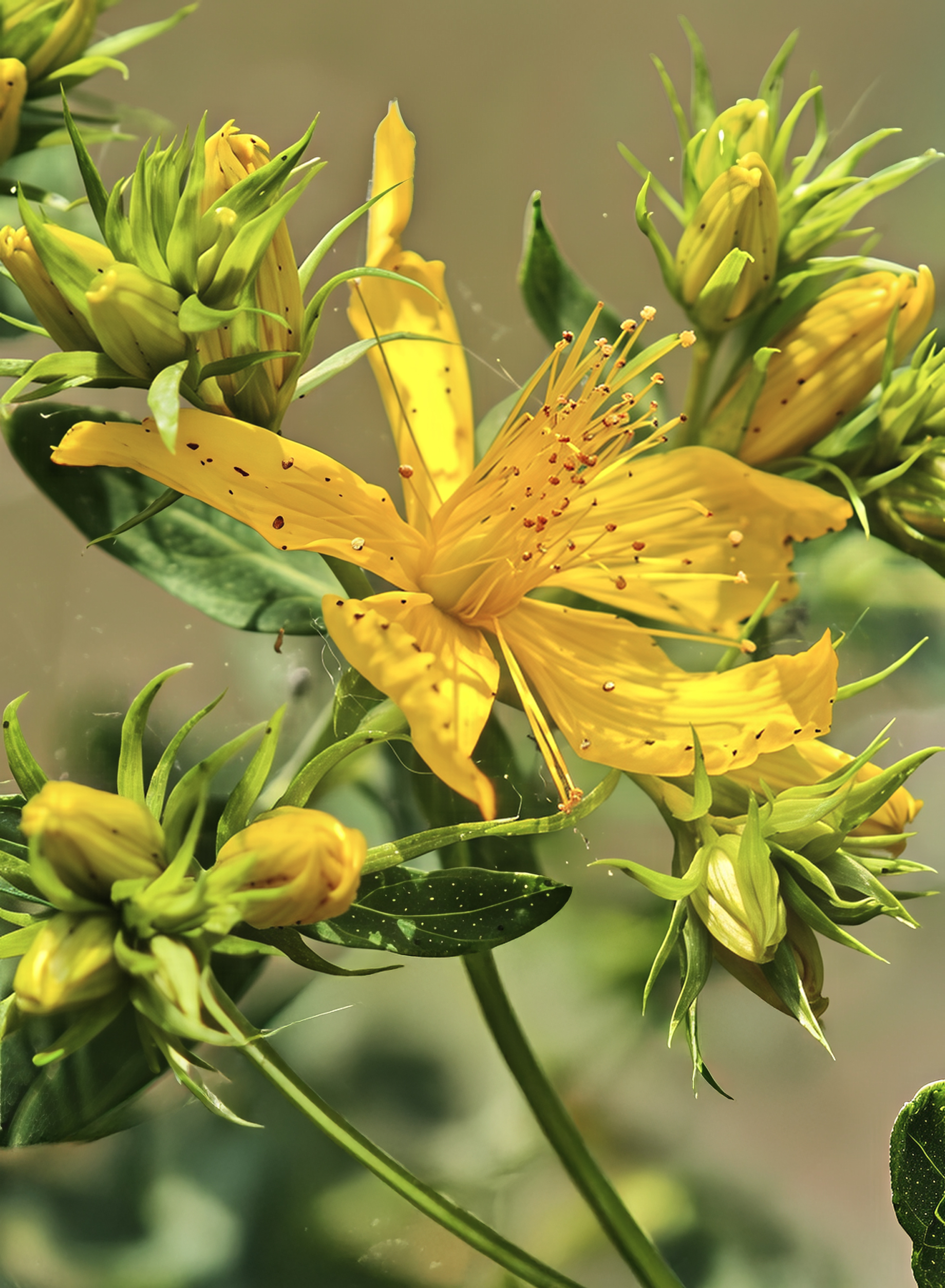
Hypericum perforatum

Il genere Hypericum  comprende oltre 500 specie, tra cui le seguenti sono diffuse in Europa e nel bacino del Mediterraneo:

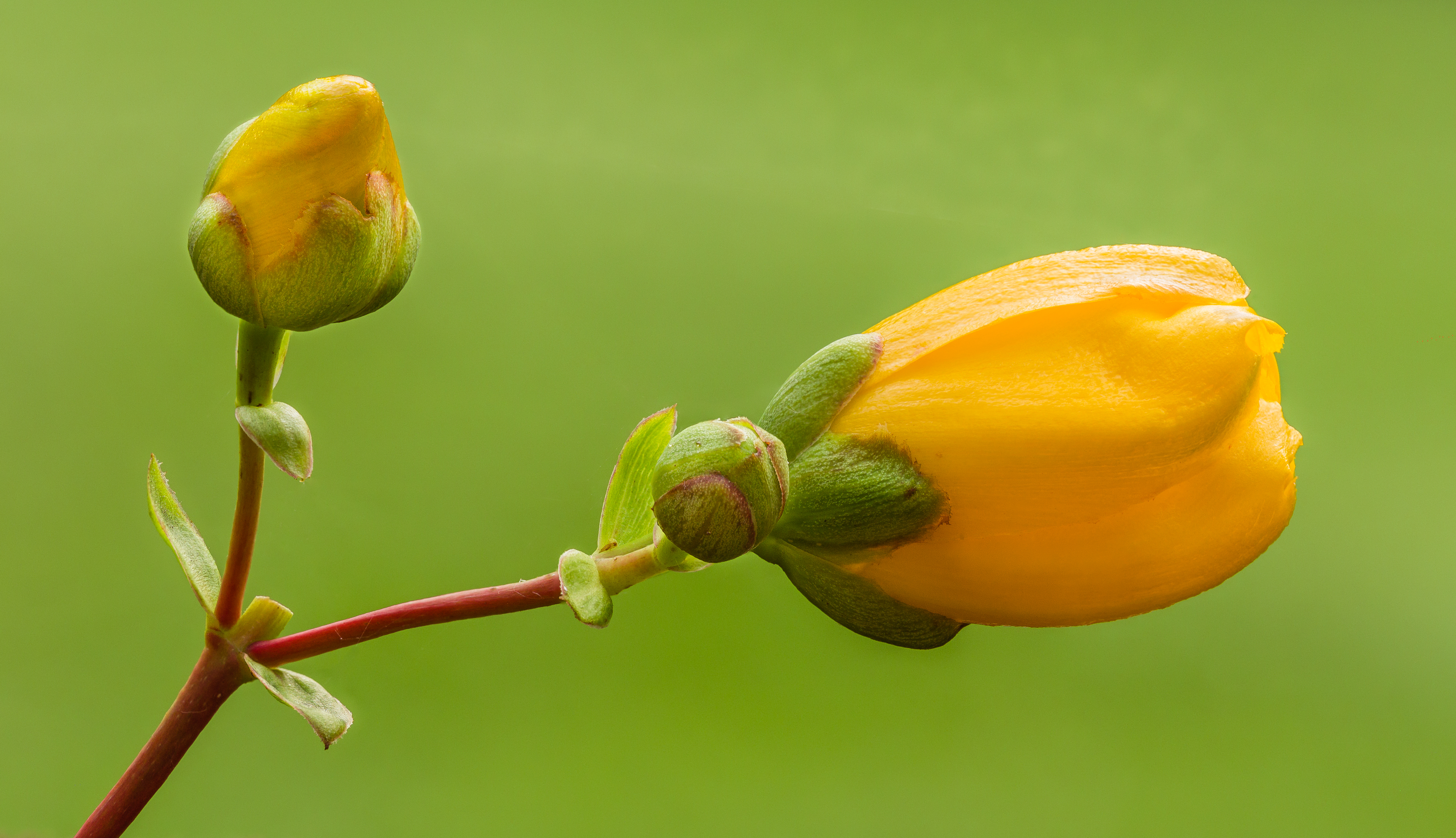
260pxTre boccioli di fiori di iperico (Hypericum) in diverse fasi di sviluppo.

- Hypericum aciferum (Greuter) N.Robson
- Hypericum adenotrichum Spach
- Hypericum aegypticum L.
- Hypericum afrum Lam.
- Hypericum alternifolium Labill.
- Hypericum amblycalyx Coustur. & Gand.
- Hypericum amblysepalum Hochst.
- Hypericum andjerinum Font Quer & Pau
- Hypericum androsaemumL.
- Hypericum annulatum Moris
- Hypericum apricum Kar. & Kir.
- Hypericum armenum Jaub. & Spach
- Hypericum athoum Boiss. & Orph.
- Hypericum atomarium Boiss.
- Hypericum atropatanum Rzazade
- Hypericum aucheri Jaub. & Spach
- Hypericum australe Ten.
- Hypericum aviculariifolium Jaub. & Spach
- Hypericum balearicum L.
- Hypericum barbatum Jacq.
- Hypericum bithynicum Boiss.
- Hypericum bupleuroides Griseb.
- Hypericum calycinum L.
- Hypericum canadense L.
- Hypericum canariense L.
- Hypericum capitatum Choisy
- Hypericum caprifolium Boiss.
- Hypericum cardiophyllum Boiss.
- Hypericum caucasicum (Woronow) Gorschk.
- Hypericum cerastoides (Spach) N.Robson
- Hypericum chrysothyrsum Woronow
- Hypericum coadunatum Link
- Hypericum confertum Choisy
- Hypericum confusum Rose
- Hypericum coris L.
- Hypericum crenulatum Boiss.
- Hypericum cuisinii Barbey
- Hypericum davisii N.Robson
- Hypericum decaisneanum Coss. & Daveau
- Hypericum delphicum Boiss. & Heldr.
- Hypericum dubium Leers
- Hypericum elegans Willd.
- Hypericum eleonorae Jelen.
- Hypericum elodes L.
- Hypericum elongatum Rchb.
- Hypericum empetrifolium Willd.
- Hypericum ericoides L.
- Hypericum fissurale Woronow
- Hypericum foliosum Aiton
- Hypericum formosissimum Takht.
- Hypericum fragile Boiss.
- Hypericum gentianoides (L.) Britton, Sterns & Poggenb.
- Hypericum glandulosum Aiton
- Hypericum grandifolium Choisy
- Hypericum grossheimii Fed.
- Hypericum gymnanthum Engelm. & A.Gray
- Hypericum haplophylloides Halácsy & Bald.
- Hypericum helianthemoides (Spach) Boiss.
- Hypericum heterophyllum Vent.
- Hypericum hircinum L.
- Hypericum hirsutum L.
- Hypericum huber-morathii N.Robson
- Hypericum humifusum L.
- Hypericum hypericoides (L.) Crantz
- Hypericum hyssopifolium Chaix
- Hypericum imbricatum Poulter
- Hypericum jovis Greuter
- Hypericum kelleri Bald.
- Hypericum kotschyanum Boiss.
- Hypericum lanuginosum Lam.
- Hypericum libanoticum N.Robson
- Hypericum linarifolium Vahl
- Hypericum linarioides Bosse
- Hypericum lydium Boiss.
- Hypericum lysimachioides Boiss.& Noë
- Hypericum maculatum Crantz
- Hypericum majus (A.Gray) Britton
- Hypericum malatyanum Peşmen
- Hypericum marginatum Woronow
- Hypericum minutum  P.H.Davis & Poulter
- Hypericum monadenum N.Robson
- Hypericum montanum L.
- Hypericum montbretii Spach
- Hypericum mutilum L.
- Hypericum nanum Poir.
- Hypericum naudinianum Coss. & Durieu
- Hypericum neurocalycinum Boiss. & Heldr.
- Hypericum nummularioides Trautv.
- Hypericum nummularium L.
- Hypericum olivieri (Spach) Boiss.
- Hypericum olympicum L.
- Hypericum orientale L.
- Hypericum origanifolium Willd.
- Hypericum ovalifolium Koidz.
- Hypericum pallens Banks & Sol.
- Hypericum pamphylicum N.Robson & P.H.Davis
- Hypericum perfoliatum L.
- Hypericum perforatum L.
- Hypericum polygonifolium Rupr.
- Hypericum polyphyllum Boiss. & Balansa
- Hypericum pruinatum Boiss. & Balansa
- Hypericum pseudolaeve N.Robson
- Hypericum psilophytum (Diels) Maire
- Hypericum pubescens Boiss.
- Hypericum pulchrum L.
- Hypericum pumilio Bornm.
- Hypericum reflexum L. f.
- Hypericum repens L.
- Hypericum retusum Aucher
- Hypericum richeri Vill.
- Hypericum robertii Batt.
- Hypericum rochelii Griseb. & Schenk
- Hypericum rumeliacum Boiss.
- Hypericum rupestre  Jaub. & Spach
- Hypericum russeggeri (Fenzl) R. Keller
- Hypericum salsolifolium Hand.-Mazz.
- Hypericum salsugineum N.Robson & Hub.-Mor.
- Hypericum saxifragum N.Robson & Hub.-Mor.
- Hypericum scabroides N.Robson & Poulter
- Hypericum scabrum L.
- Hypericum setiferum Stef.
- Hypericum sinaicum Boiss.
- Hypericum sorgerae N.Robson
- Hypericum spectabile  Jaub. & Spach
- Hypericum spruneri Boiss.
- Hypericum tauricum R. Keller
- Hypericum taygeteum Quézel & Contandr.
- Hypericum ternatum Poulter
- Hypericum tetrapterum Fr.
- Hypericum thasium Griseb.
- Hypericum thymbrifolium Boiss. & Noë
- Hypericum thymifolium Banks & Sol.
- Hypericum thymopsis Boiss.
- Hypericum tomentosum L.
- Hypericum trichocaulon Boiss. & Heldr.
- Hypericum triquetrifolium Turra
- Hypericum umbellatum A. Kern.
- Hypericum undulatum Willd.
- Hypericum uniglandulosum Bornm.
- Hypericum vacciniifolium Hayek & Siehe
- Hypericum venustum Fenzl
- Hypericum vesiculosum Griseb.
- Hypericum xylosteifolium (Spach) N.Robson

## Usi
Hypericum perforatum è utilizzato in fitoterapia nei disturbi depressivi minori. Si deve però evitare l'assunzione contemporanea di iperico e di farmaci antidepressivi (SSRI), a causa delle loro possibili interazioni.
Nella medicina omeopatica viene indicato come battericida, antisettico nel caso di cure odontoiatriche, di ferite, tagli, escoriazioni e traumi.